# De Vijf en de spooktrein
De Vijf en de spooktrein is het zevende deel uit de De Vijf-boekenreeks. Het boek werd in 1948 geschreven door Enid Blyton onder de titel Five go off to camp.
Het boek werd voor Nederland bewerkt door D.L. Uyt den Boogaard en uitgegeven door H.J.W. Becht, met illustraties van Jean Sidobre. De omslag van de eerste drie drukken is gemaakt door Hans G. Kresse. Begin 2000 werd het boek opnieuw uitgegeven in een vertaling van J.H. Gever en voorzien van illustraties door Julius Ros.

## Verhaal
De Vijf gaan kamperen op de heide. Vanaf een afstandje zal meneer Luffy, onderwijzer aan de school van Julian en Dick, een oogje in het zeil houden. Bij een wandeltocht denkt Annie dat ze op een vulkaan is beland. Het lawaai en gerommel blijkt echter te komen van een trein. Onder de heide lopen een aantal tunnels, waardoor treinen rijden die van het ene naar het andere dal gaan. De Vijf ontdekken een oud rangeerterrein waar ze de oude Sam ontmoeten, die hen vertelt over spooktreinen. Op jacht naar de spooktrein, stuiten ze op dieven...